# Вохма (посёлок)
Во́хма — посёлок в Костромской области России. Административный центр Вохомского района и Вохомского сельского поселения.
Название посёлка происходит от реки Вохмы. Существуют версии, связывающие гидроним с прибалтийско-финскими языками: от эст. Vahkma — «болотные острова» или фин. Vahkma — «густые массивы кустарников или леса».

## География и климат
Посёлок расположен на северо-востоке Костромской области, примерно в 457 км от областного центра Костромы, на южном склоне Северных Увалов. Рельеф в окрестностях холмистый, относительно расчленённый. Посёлок находится на реке Вочке, в 5 км от её впадения в реку Вохму. Со временем посёлок разросся, поглотив некоторые ближайшие селения, например, бывшую деревню Щипицыно.
Климат умеренно-континентальный, характеризуется холодной, продолжительной, снежной зимой и коротким, умеренно тёплым летом. Среднегодовая температура воздуха +1,6 °C; средняя температура июля +17,4 °C, января –13,7 °C. Среднегодовое количество осадков — около 608 мм. Территория относится к подзоне южной тайги; в окрестностях преобладают еловые и вторичные смешанные (берёзово-осиново-еловые) леса, в долинах рек — сосновые.

## История

### Основание и развитие
Территория Вохомского края исторически не знала крепостного права и не подвергалась татарским набегам, что способствовало сохранению самобытных традиций.
Поселение возникло как село Вознесенье в конце XVII века на пересечении старинных торговых гужевых путей. Первое документальное упоминание о Вохме относится к 1658 году (?). Название «Вознесенье» было дано по церкви Вознесения Христа Спасителя, построенной в 1740 году. Вознесение Господне стало престольным праздником села. Село было центром Вознесенской волости Никольского уезда Вологодской губернии.
Выгодное географическое положение способствовало развитию торговли. В селе проводились четыре ежегодные ярмарки: Алексеевская, Благовещенская, Рождественская и Семёновская. Особенно значимой была ярмарка в престольный праздник Вознесения. На неё съезжались крестьяне и купцы из Никольска, Тотьмы, Великого Устюга, Котельнича, Вятки. Во второй половине XVIII века при Никольском погосте (вероятно, рядом с Вохмой) была сооружена пристань, что позволило вести торговлю с Казанью и Вяткой. Вохомская земля славилась плодородием и обилием хлеба.
В XIX веке основными занятиями жителей были земледелие (выращивание ржи, льна, конопли), скотоводство (крепкие хозяйства держали по 10-15 голов скота), пчеловодство, лесные и охотничьи промыслы, лесосплав. Развивались кустарные промыслы (кожевенное, маслобойное дело), работали винокуренные заводы купцов Ногина и Казакова, салотопенный, свечной заводы, водяные мельницы, пряничное и крендельное производства. В селе действовали конторы устюжских, костромских и архангельских купцов по закупке сырья.
К концу XIX века в Вознесенье-Вохме имелись начальная и церковно-приходская школы, земская больница, ремесленное и городское училища, почтово-телеграфное отделение. В 1879 году была построена каменная Церковь Сретения Господня. Активно действовало Вознесенское просветительское общество.

### XX век
В 1918 году возник крестьянско-рабочий театр, основанный П. С. Козловым. В 1919 году по инициативе земского врача Михаила Александровича Осипова был создан краеведческий музей. С 1969 года музей стал филиалом Костромского музея-заповедника. В первые годы советской власти в окрестностях Вохмы возникали сельскохозяйственные коммуны и артели («Братство», «Свободный труд», «Звезда», «Первомайская»).
С 1924 года Вохма стала районным центром в составе Северо-Двинской губернии. По данным переписи 1926 года, в селе Вознесенье проживало 972 человека. Период коллективизации сопровождался созданием ТОЗов и артелей, но также и сопротивлением населения; в 1932 году в вооружённой схватке погиб начальник местной милиции И. А. Данилов. После закрытия храмов в 1930-х годах религиозная составляющая престольного праздника ушла.
В 1928 году село получило мировую известность благодаря радиолюбителю Николаю Шмидту, поймавшему сигнал бедствия дирижабля «Италия» У. Нобиле.
В годы Великой Отечественной войны вохмичи проявили высокий патриотизм; Вохомский район дал стране семь Героев Советского Союза, около 3000 жителей были награждены орденами и медалями. Уроженцы Вохмы — Герои Советского Союза В. Е. Брагин и К. П. Кузнецов. Полным кавалером Ордена Славы стал В. А. Криницын.
В августе 1944 года Вохомский район вошёл в состав Костромской области.
С 31 января 1964 года Вохма имела статус посёлка городского типа. Традиционные ярмарки стали затихать в середине 1960-х годов. На протяжении XX века многие окрестные деревни и починки, исторически окружавшие Вохму, постепенно исчезли.
В 1991 году верующим была возвращена Сретенская церковь. В 1992 году Вохма была преобразована в сельский населённый пункт (посёлок).

## Население
| 1959  | 1970  | 1979  | 1989  | 2002  | 2008  | 2010  |
| ----- | ----- | ----- | ----- | ----- | ----- | ----- |
| 3422  | ↗4060 | ↗4339 | ↗4953 | ↘4785 | ↘4728 | ↘4375 |
| 2013  | 2014  | 2021  |       |       |       |       |
| ↗4561 | ↗4786 | ↘3928 |       |       |       |       |

## Экономика и социальная сфера
Основу экономики посёлка составляют предприятия лесной и пищевой промышленности. Действует ООО «Вохомский сырзавод», известный своей продукцией; на заводе трудилась Герой Социалистического Труда В. И. Буракова. Функционируют предприятия лесного хозяйства, дорожного строительства, хлебозавод.
В Вохме имеются средняя и начальная школы, специализированная школа-интернат, детские сады, профессиональное училище № 25, филиал Костромского лесомеханического колледжа, детская музыкальная школа. Медицинское обслуживание обеспечивает Центральная районная больница (ЦРБ).

## Культура
Учреждения культуры включают:
- Вохомский краеведческий музей[10];
- Центр досуга имени П. С. Козлова;
- Центральная районная и детская библиотеки;
- Дом детского творчества.

Исторически Вохомский край славился гостеприимством и трудолюбием жителей, что нашло отражение в символике герба Вохомского района (медведь с хлебом-солью на рушнике).

## Религия
- Действующая Церковь Сретения Господня (1879 год постройки)[9].
- Церковь Вознесения Христа Спасителя (каменная, построена в 1740 году[1][6]). Дала первоначальное название селу — Вознесенье. Была известна своим колокольным звоном[4]. Имела два этажа (холодный верхний с главным престолом Вознесения Господня и тёплый нижний с главным престолом Тихвинской иконы Божией Матери)[8]. Разрушена в советское время[8]; руины сохранились[4].

## Транспорт
Вохма связана с областным центром Костромой автомобильными дорогами. В летний период (по состоянию на середину 2010-х годов) выполнялись местные авиарейсы из аэропорта Кострома (Сокеркино) на самолёте Ан-2. [уточнить]

## СМИ

### Телевидение
- Областной телеканал «Русь» (аналоговое вещание)[21].
- Цифровое эфирное телевидение (РТРС-1, РТРС-2).

### Радиостанции
- Радио России / ГТРК «Кострома» (УКВ, FM)[22].

### Печатные издания
- Газета «Вохомская правда». Издаётся с 1932 года[23][2].

## Известные уроженцы и жители
- Брагин, Василий Ефимович (1920—1969) — уроженец Вохмы, Герой Советского Союза.
- Буракова, Валентина Ивановна (1923—2013) — мастер-сыродел, Герой Социалистического Труда.
- Козлов, Пётр Сидорович (1892—1949) — драматург.
- Костров, Владимир Андреевич (1935-2022) — поэт.
- Криницын, Василий Андреевич (1923—1977) — полный кавалер Ордена Славы.
- Кудреватых, Леонид Александрович (1907—1982) — писатель, журналист.
- Кузнецов, Кирилл Павлович (1910—1967) — уроженец Вохмы, Герой Советского Союза.
- Попов, Леонид Сергеевич (1917—1987) — поэт.
- Шмидт, Николай Рейнгольдович (1906—1942) — радиолюбитель.

В Вохме также работали заслуженные врачи РСФСР и заслуженные учителя.